# Радосвета Бояджиева
Радосвета Бояджиева е българска диригентка. Основателка е на държавния симфоничен оркестър и главна диригентка на Врачанската филхармония и диригентка към Софийската държавна филхармония и Софийската опера. Освен с това, че е първата жена диригентка, Радосвета е известна с острата си памет и факта, че помни всички партитури наизуст.

## Биография
Завършва Софийската консерватория и на 31 март 1946 г. дирижира първия си концерт. В тази паметна вечер за първи път в българската история зад диригентския пулт застава жена. Тя дирижира „Оберон“ от Вебер, концерт за цигулка и оркестър от Чайковски и Симфония № 7 от Бетховен.
От 1946 г. до 1948 г. прави аспирантура в Ленинградската консерватория по симфонично и оперно диригентство.
От 1950 г. до 1973 г. Бояджиева заема поста на диригент на „Национална опера и балет“ където прави своя дебют със спектакъла „Евгений Онегин“, а след това и първата и самостоятелна постановка – „Царска годеница“ на Римски-Корсаков.
През 1973 г. се връща в родния си град Враца като главен художествен ръководител на Врачанската филхармония.
През 2002 г. създава Камерен симфоничен оркестър.
На 19 септември 2018 г. нейната внучка Елица Ткачова съобщава, че предният ден Радосвета Бояджиева почива в дома си на 95 години.

## Награди
- Почетен гражданин на Враца[3]